# Monika Block
Monika Block – verheiratet Meyer – (* 6. Oktober 1941 in Stettin) ist eine deutsche Tischtennisspielerin. Sie nahm an der Weltmeisterschaft 1969 teil.

## National
Block spielte beim Verein Kieler TTK, mit deren Damenmannschaft sie 1961, 1964 und 1974 Deutscher Meister wurde. In der Saison 1971/72 gewann sie mit Schleswig-Holstein den Deutschlandpokal. Bei den Nationalen Deutschen Meisterschaften erreichte sie dreimal das Halbfinale im Doppel: 1973 mit Ursula Schöler sowie 1975 und 1976 mit Edit Wetzel.
1976 wechselte sie vom Kieler TTK zu Holstein Quickborn, später zum Ahrensburger TSV, mit dem sie 1987/88 in die 1. Bundesliga aufstieg. In den 1990er Jahren spielte sie beim MTV 58 Itzehoe, mit dem sie 1991/92 und 1994/95 Meister der Oberliga wurde.

## International
1969 wurde sie für die Individualwettbewerbe der Weltmeisterschaft in München nominiert. Dabei gewann sie im Einzel gegen Sonia Moriceau (Frankreich) und verlor danach gegen die Koreanerin Hyun Sook Chung. Das Doppel mit Christa Rühl kam nach einem Sieg über Rigmor Sörensen/Berit Ommedal (Norwegen) und einem kampflosen Gewinn in die dritte Runde, wo es gegen das spätere Weltmeisterpaar Swetlana Grinberg/Soja Rudnowa (SU) ausschied.

## Privat
Monika Block und auch ihre Schwester Annemarie wurden in Stettin geboren. 1944 floh die Familie nach Eckernförde und zog 1949 nach Kiel um. 1957 trat Monika Block dem Verein Kieler TTK Grün-Weiß bei. Mitte 1975 heiratete sie den Tischtennisspieler Dieter Meyer (sieben Mal Landesmeister von Schleswig-Holstein) und trat danach unter dem Namen Meyer-Block auf.

## Turnierergebnisse
| Verband | Veranstaltung     | Jahr | Ort     | Land | Einzel | Doppel    | Mixed | Team |
| ------- | ----------------- | ---- | ------- | ---- | ------ | --------- | ----- | ---- |
| FRG     | Weltmeisterschaft | 1969 | München | FRG  | Qual   | letzte 32 | Qual  |      |